# 마르크 바인만
마르크 바인만(독일어: Marc Weinmann, 1997년 10월 24일~)은 독일의 배우이다.

## 출연 작품
- 보고 싶어요 (2018년)
- 에이전시 (2020년)
- 좋은 시간 나쁜 시간 (2021년-현재)

## 연극 제작
- 백설 공주 - 어린이 동화가 아닙니다 (2018년-2019년)
- 피노키오 (2019년-2020년)
- 헨젤과 그레텔 (2019년-2020년)
- 모닥불 이야기 (2019년-2020년)
- 동화의 숲 (2020년)